# Czarodziejskie zwierciadełko
Czarodziejskie zwierciadełko (jap. ひみつのアッコちゃん Himitsu no Akko-chan) – manga autorstwa Fuijo Akatsuki, ukazywana na łamach magazynu Ribon wydawnictwa Shūeisha od lipca 1962 do września 1965.
Na podstawie mangi powstała 94-odcinkowa adaptacja anime wyprodukowana przez Toei Animation w reżyserii Hiroshi Ikedy i emitowana od 6 stycznia 1969 do 26 października 1970 na antenie TV Asahi.

## Wersja japońska

### Obsada (głosy)
- Yoshiko Ōta – Akko
- Chieko Honda – Tsukiko Takei
- Hiroko Kikuchi – Goma / Morita-sensei
- Ichirô Murakoshi – Ojciec Akko
- Keiko Yamamoto – Yohta
- Mahito Tsujimura – Ojciec Daisho / Ojciec Moko
- Masako Nozawa  – Tonko
- Naoko Takahashi – Moriyama-sensei

## Wersja polska
W Polsce serial był emitowany na kanałach Polonia 1 i Super 1 z włoskim dubbingiem i polskim lektorem nagranym w Studio Publishing (odcinki 1-61 Maciej Gudowski, odcinki 62-94 Jacek Brzostyński).

## Wersja włoska
Piosenkę Lo specchio magico śpiewał zespół I Cavalieri del Re.

## Fabuła
Główną bohaterką serialu anime jest Akko (w wersji włoskiej Stilly) – na pozór zwykła dziewczynka, która chodzi do szkoły i ma wielu przyjaciół. Posiada małe czarodziejskie lusterko, dzięki któremu może zamienić się w co tylko zechce po wypowiedzeniu zaklęcia.

## Lista odcinków
Polonia 1 emitowała poszczególne odcinki serialu w innej kolejności, a niektóre odcinki w ogóle zostały pominięte.

- 01. Duch gwiazd
- 02. Dobre uczynki
- 03. Cyrk przyjeżdża do miasta
- 04. Dotrzymana obietnica
- 05. Śliczny rower
- 06. Mocne wrażenia
- 07. Mamo jesteś cudowna
- 08. Tajemnica Stilly
- 09.
- 10. Chcę mieć braciszka
- 11.
- 12. Niesprawiedliwy profesor
- 13. Uśmiech na pożegnanie
- 14. Konkurs piękności
- 15. Najprawdziwsze kłamstwo
- 16. Porwanie
- 17. Zgubiony znaczek
- 18. Zabójstwo w piwnicy
- 19. Powrót łabędzia
- 20. Niezależność Taishio
- 21. Psy i koty – odwieczni wrogowie
- 22. Biegnij jelonku
- 23. Młody aktor
- 24. Przygoda z 10 tysiącami jenów
- 25. Biały statek taty
- 26. Przerwane urodziny
- 27.
- 28. Tajemnica pianisty
- 29. Kobieta wąż
- 30. Sporne zwycięstwo
- 31. Niezapomniana wycieczka
- 32. Głos serca
- 33. Pięknie jest być kobietą
- 34. Brat i siostra
- 35. Cudowne dziecko
- 36. Mała sierotka
- 37. Król Zero
- 38. Biała rakieta
- 39.
- 40. Teleskop
- 41. Dlaczego mam na imię Stilly?
- 42. Dziadek
- 43.
- 44. Niebezpieczna zabawa
- 45. Nieznośna papuga
- 46. Daleka Sumatra
- 47. Bajka o dziewczynce z gór
- 48. Wyspa skarbów
- 49. Góral Ken
- 50. Gwiazdkowe prezenty
- 51. Pluszowy piesek
- 52.
- 53. Maraton
- 54. Zemsta rybaka
- 55. Rodzinne kłótnie
- 56. Uwaga, upiór!
- 57. Profesor olbrzym
- 58. Lalka
- 59. Śnieżna dziewczynka
- 60. Święto lalek
- 61. Samotna księżniczka
- 62. Zmowa zwierząt
- 63. Kim jest ta dziewczynka?
- 64. Manna z nieba
- 65. Przyjaźń przez telefon
- 66. Do widzenia tatusiu
- 67. Konflikt w Cytrynowym Parku
- 68. Bajka Stilly
- 69. Latające ryby
- 70. Gdy opadnie mgła
- 71. Gnaj koniku
- 72. Przewodniczący klasy
- 73. Urodziny księcia
- 74. Nieporozumienie
- 75. Książę z bajki
- 76. Stary malarz
- 77. Ważny mecz
- 78. Wstań Midori
- 79. Uwaga zły pies
- 80. Legenda
- 81. Niech żyje babcia
- 82. Tato, coś ty narobił?
- 83. Wrogowie
- 84. Miałam szczęście
- 85. Jezioro łabędzie
- 86. Morze jest naszą przyszłością
- 87. Weterynarz
- 88. Przypomnij sobie
- 89. Szkolny idol
- 90. W jedności siła
- 91. Bajarz
- 92. Zginęło dziecko
- 93. Obiecałem pomóc
- 94. Żegnaj zwierciadełko